# Lago Volaia
Il lago Volaia (in tedesco Wolayersee) è un lago alpino nella Lesachtal (Carinzia), in Austria, situato vicino all'omonimo passo, al confine con l'Italia (comune di Forni Avoltri).

## Descrizione
Si trova ad una quota di 1 951 metri sul livello del mare ed occupa una superficie di 3,8 ettari, riempiendo una dolina profondamente rimodellata dal ghiacciaio del Volaia durante l'ultima era glaciale. Il bacino idrografico è di circa 60 ettari. Le precipitazioni in questa zona si aggirano sui 2000–2500 mm per anno e ciò consente al lago di mantenere pressoché inalterato il livello dell'acqua nel corso dell'anno. Il fondo del lago è costituito da melme impermeabili.
La sponda occidentale del lago digrada dolcemente, mentre quella orientale è decisamente più ripida. Il punto di massima profondità raggiunge i 13,9 m, ma in due terzi del lago la profondità si mantiene inferiore ai 5 m. Gli emissari sono sotterranei ed alimentano due fontane: una in territorio austriaco, l'altra in Italia, a valle del rifugio Lambertenghi-Romanin.

### Parametri chimico-fisici
La temperatura in superficie raggiunge al massimo i 12,5 °C (agosto 1980). A causa della forte esposizione ai venti, dovuta alla vicinanza del passo Volaia, più alto di soli 26 metri, non si osserva alcuna stratificazione termica stabile durante l'estate. Per sei-sette mesi all'anno il lago è ghiacciato e lo spessore del ghiaccio può raggiungere i due metri.
L'acqua del lago è leggermente alcalina, la conduttività elettrica è piuttosto ridotta, inferiore ai 100 µS/cm. La durezza è molto bassa e si aggira sui 5-7 °f. La concentrazione di fosforo e nitrati è bassa; l'apporto di sostanza organica deriva principalmente dall'aria (pollini, frammenti vegetali).

## Biologia
A causa della bassa concentrazione di sostanze nutrienti, la quantità di alghe in sospensione è inferiore ai 250 mg/m³.
Il lago Volaia originariamente era privo di pesci, come la maggior parte dei laghi di alta quota. Tuttavia nel 1976 furono introdotte 15 trote, che hanno decimato la popolazione di gambero lacustre. Nel 1980 furono anche introdotti il salmerino alpino ed il salmerino di fontana. Entrambe queste specie ittiche in un primo momento sembravano essersi ben ambientate, ma ben presto iniziarono a soffrire la scarsità di cibo.
Nel lago non sono presenti zone acquitrinose, né vi è una copertura del fondale con vegetazione acquatica. Solo in pochi punti in cui la profondità dell'acqua è più modesta appaiono piante palustri, come l'erioforo a foglie strette, la calta palustre, la sassifraga autunnale, l'epilobio con foglie alsine e varietà di giunchi, come il giunco filiforme ed il giunco a tre fiori.

## Riserva naturale
Il lago Volaia è al centro di una riserva naturale istituita nel 1959.
 La riserva comprende 1939,4 ettari lungo lo spartiacque delle Alpi Carniche, a ovest del passo di Monte Croce Carnico. Geologicamente la zona è caratterizzata da calcari siluriani e devoniani, sovrastati da ardesie del Carbonifero. La vegetazione è caratterizzata dalla presenza di numerose piante erbacee, come la sesleria, la carex firma, la festuca pannocchiuta, il nardo e la carex curvula. Tra le altre specie vegetali presenti ricordiamo la regina delle Alpi, la finocchiella e la cicutina austriaca.